# Four Light Years
Four Light Years je box set treh studijskih albumov skupine Electric Light Orchestra (ELO). Izšel je leta 1980 pri založbi Jet Records. Set vsebuje tri albume: A New World Record (1976), dvojni album Out of the Blue (1977) in Discovery (1979). Vsak izmed teh albumov je bil komercialno uspešen, v nasprotju s setom Three Light Years pa se set ni uvrstil na britansko lestvico albumov. Set je poimenovan tako, ker zajema štiri leta in je naslednik seta Three Light Years (1978). EP Across the Border naj bi promoviral set, a je bil umaknjen. EP verzija skladbe je kasneje izšla na kompilaciji singlov leta 1997, Light Years.

## Seznam skladb
Avtor vseh skladb je Jeff Lynne.

### A New World Record
| Stran 1 | Stran 1            | Stran 1 |
| Št.     | Naslov             | Dolžina |
| ------- | ------------------ | ------- |
| 1.      | „So Fine‟          | 3:55    |
| 2.      | „Livin' Thing‟     | 3:31    |
| 3.      | „Above the Clouds‟ | 2:16    |
| 4.      | „Do Ya‟            | 3:45    |
| 5.      | „Shangri-La‟       | 5:34    |

| Stran 2 | Stran 2                    | Stran 2 |
| Št.     | Naslov                     | Dolžina |
| ------- | -------------------------- | ------- |
| 6.      | „Tightrope‟                | 5:00    |
| 7.      | „Telephone Line‟           | 4:38    |
| 8.      | „Rockaria!‟                | 3:12    |
| 9.      | „Mission (A World Record)‟ | 4:24    |

### Out of the Blue
| Stran 3 | Stran 3               | Stran 3 |
| Št.     | Naslov                | Dolžina |
| ------- | --------------------- | ------- |
| 1.      | „Turn to Stone‟       | 3:47    |
| 2.      | „It's Over‟           | 4:08    |
| 3.      | „Sweet Talkin' Woman‟ | 3:47    |
| 4.      | „Across the Border‟   | 3:52    |

| Stran 4 | Stran 4             | Stran 4 |
| Št.     | Naslov              | Dolžina |
| ------- | ------------------- | ------- |
| 5.      | „Night in the City‟ | 4:02    |
| 6.      | „Starlight‟         | 4:30    |
| 7.      | „Jungle‟            | 3:51    |
| 8.      | „Believe Me Now‟    | 1:21    |
| 9.      | „Steppin' Out‟      | 4:38    |

| Stran 5: Concerto for a Rainy Day | Stran 5: Concerto for a Rainy Day | Stran 5: Concerto for a Rainy Day |
| Št.                               | Naslov                            | Dolžina                           |
| --------------------------------- | --------------------------------- | --------------------------------- |
| 10.                               | „Standin' in the Rain‟            | 4:20                              |
| 11.                               | „Big Wheels‟                      | 5:10                              |
| 12.                               | „Summer and Lightning‟            | 4:13                              |
| 13.                               | „Mr. Blue Sky‟                    | 5:05                              |

| Stran 6 | Stran 6              | Stran 6 |
| Št.     | Naslov               | Dolžina |
| ------- | -------------------- | ------- |
| 14.     | „Sweet Is the Night‟ | 3:26    |
| 15.     | „The Whale‟          | 5:05    |
| 16.     | „Birmingham Blues‟   | 4:21    |
| 17.     | „Wild West Hero‟     | 4:40    |

### Discovery
| Stran 7 | Stran 7                    | Stran 7 |
| Št.     | Naslov                     | Dolžina |
| ------- | -------------------------- | ------- |
| 1.      | „Shine a Little Love‟      | 4:43    |
| 2.      | „Confusion‟                | 3:42    |
| 3.      | „Need Her Love‟            | 5:11    |
| 4.      | „The Diary of Horace Wimp‟ | 4:17    |

| Stran 8 | Stran 8                | Stran 8 |
| Št.     | Naslov                 | Dolžina |
| ------- | ---------------------- | ------- |
| 5.      | „Last Train to London‟ | 4:32    |
| 6.      | „Midnight Blue‟        | 4:19    |
| 7.      | „On the Run‟           | 3:55    |
| 8.      | „Wishing‟              | 4:13    |
| 9.      | „Don't Bring Me Down‟  | 4:02    |